# 尼古拉·帕西尼
尼古拉·帕西尼（義大利語：Nicola Pasini；1991年4月10日—）是意大利足球運動員。在場上的位置是後衛。他現在效力於意大利足球甲級聯賽球隊熱那亞足球俱樂部。